# 激戦区・ツンぷに食堂
『激戦区・ツンぷに食堂』（げきせんくつんぷにしょくどう）は、RYU-TMRによる日本の漫画作品。『まんがライフMOMO』（竹書房）にて2007年11月号・2008年3月号、11月号に読み切りが掲載、2009年3月号より2012年4月号まで連載。
4コマ誌に掲載されているが、4コマ漫画ではなくストーリー形式を取っている。

## 登場人物

### 学食
葉間 凛子（はま りんこ）
学食長。各生徒の好みを把握しており、それによって注文を先読みできると言う特技を持ち、美人であることもありファンが多い。たまにその場のノリでメニューや物事を決めることがある。実は強度のショタコンであり、ショタ系の男子には優遇するが、それ以外の男子には厳しい。アクシデントで進藤（後述）と人格が入れ替わった時には、彼らに対してセクハラ行為を働いていた。
小西 詩乃（こにし しの）
学食のアシスタント。15歳。料理の腕はイマイチだが、ロリ系の外見もあり、おたくのファンが多く非公認のファンクラブがある程。
元々この高校の入学試験を受ける予定だったが、電車を乗りまちがえて受験に失敗。現在は定時制に通いながら勤務している。

### 生徒
進藤 誠一郎（しんどう せいいちろう）
1年。学食の常連で詩乃に思いをよせている。
石本（いしもと）
進藤の同級生。ショタ系で以前は凛子に優遇されていたが、立ちションを凛子に見られて以来相手にされていない。詩乃とは波長が合うようで、作者も付き合っちゃえばいいのにと思っているが本人は詩乃には恋愛感情は持っていない。
大島（おおしま）
進藤の同級生。常連三人組の中では地味な存在。凛子ファン。
五十嵐 ななみ（いがらし - ）
進藤の幼馴染。進藤に好意を持っているようだが、本人には気づかれていない。
四季 早苗（しき さなえ）
園芸部員。部長達が食中毒で入院しているため、1人で部を切り盛りしている。メガネっ娘。時々語尾に「ズラ」が付く。モットーは「野菜は私を裏切らない 私も野菜をけっして裏切らない」。

### その他
井沢 綾香（いざわ あやか）
駅前のパン屋の娘。父親が倒れたため、購買部の売り子をしている。ゴスロリメイド服姿で巨乳。父親はあのパン工場のおじさんに似ている。
テツ
凛子が飼っているフレンチ・ブルドッグ。生まれた頃から凛子に育てられたため、自分を人間だと思っている。主食は学食の残り物。人間の食べ物は凛子が訓練で克服させている。
ブラック凛子・詩乃
凛子と詩乃の代理で学食に来た2人組。顔の彫りが深く浅黒い肌という、まるでインドっぽい雰囲気を醸しだしているが、正体は不明。凛子曰く「昔の職場カンケイ」の人物らしい。出す食事はすべてカレー。

## 書誌情報
- RYU-TMR『激戦区・ツンぷに食堂』 竹書房〈バンブーコミックスMOMOセレクション〉、全3巻
  1. 2010年6月10日初版初刷発行（2010年5月27日発売[6]）、ISBN 978-4-8124-7279-8
『まんがライフMOMO』に掲載された、本作品とは別の読み切り3編を併録。
  2. 2010年12月11日初版初刷発行（2010年11月27日発売[6]）、ISBN 978-4-8124-7478-5
  3. 2012年4月10日初版初刷発行（2012年3月27日発売[6]）、ISBN 978-4-8124-7756-4